# Leefgeld
Leefgeld is een benaming voor het bedrag dat nodig is voor een een- of meerpersoonshuishouden om van te kunnen leven, dat wil zeggen: eten, drinken en persoonlijke verzorging. De term wordt doorgaans gebruikt in een situatie van budgetbeheer en/of schuldhulp waarbij tussen schuldhulpverlener en cliënt een bedrag aan leefgeld wordt afgesproken. Het is het bedrag waarmee men in leven blijft en hoewel die omschrijving nogal cru over kan komen, is dat wel waarop het neerkomt als er sprake is van problematische schulden.
Het leefgeld voor een huishouden wordt vastgesteld op basis van normbedragen. In Nederland in 2006 wordt de volgende minimumnorm gehanteerd voor de bepaling van het wekelijks leefgeld: € 40 voor de eerste persoon in het huishouden en € 10 per elke volgende persoon. Een gezin van vijf personen zou met een leefgeld van € 80 rond moeten kunnen komen. Van dat bedrag moeten ook eventuele genotsmiddelen als rookwaren worden betaald, maar ook de kosten van huisdieren zijn hierbij inbegrepen.  
In België werd door de wet van 26 mei 2002 drie categorieën bepaald, samenwonen met één of meerdere samen € 88, alleenstaand persoon € 132 en personen met een gezin ten laste € 176. Enkel na akkoord met de schuldenaar, of rechterlijke beslissing kan van deze wet afgezien worden.  De rechter moet toezien op de prioritaire betaling van de schulden die het recht van de verzoeker en zijn gezin om een menswaardig leven te leiden in het gedrang brengen en het recht op maatschappelijke integratie.